# Voltage Regulator Module

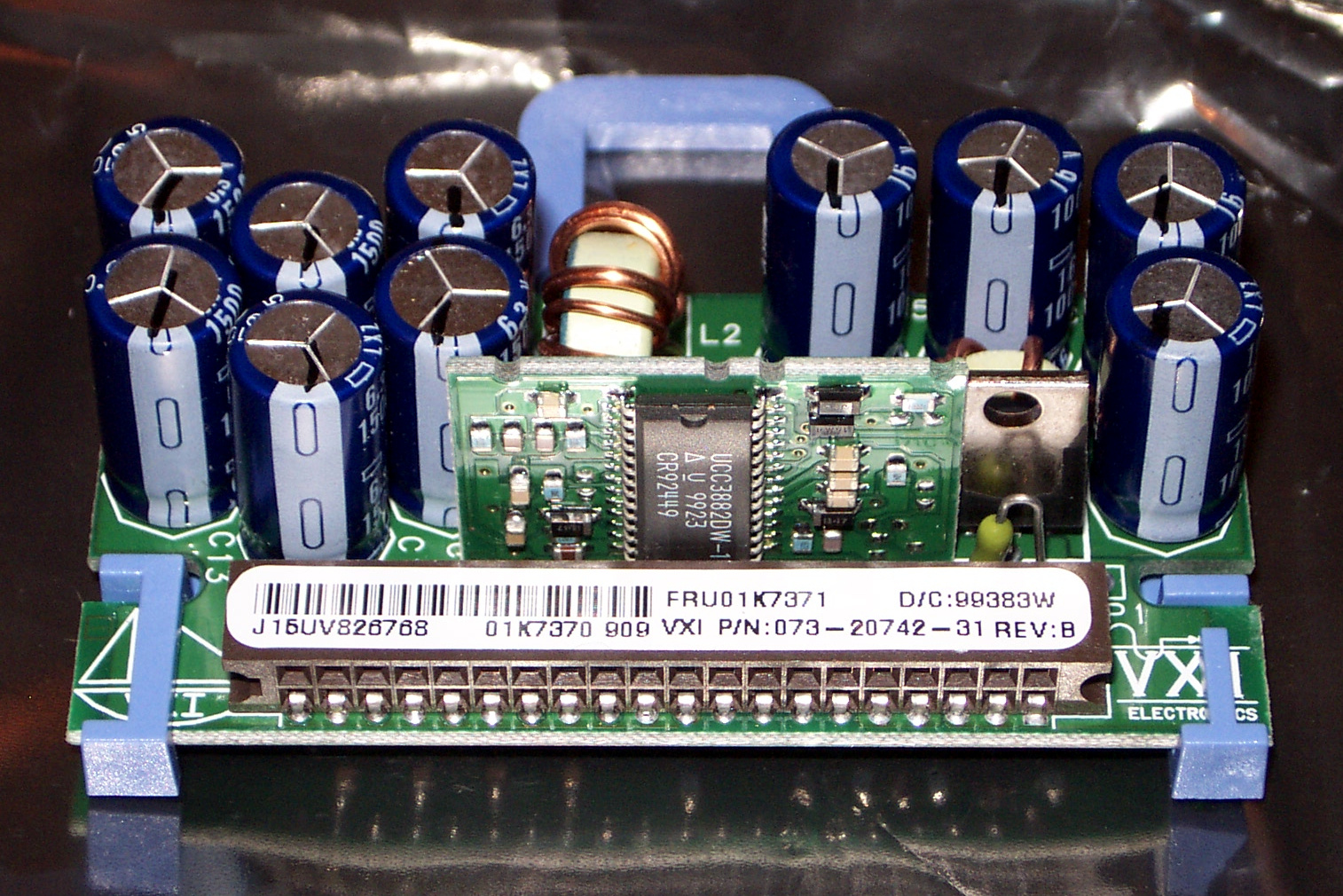
VRM für einen Pentium III (Slot 1) in einem Netfinity-Server von IBM

Intels Haswell kam mit einer sogenannten FIVR.

Ein Voltage Regulator Module (VRM; dt. Spannungsreglermodul), auch Point of Load Converter (POL), ist ein Spannungsregler, der beispielsweise einen Mikroprozessor eines Computers mit der geeigneten Betriebsspannung versorgt.
Leistungsstarke Mikroprozessoren arbeiten zur Verminderung der Verlustleistung mit einer möglichst geringen Spannung. Diese geringe Spannung, Werte im Bereich um 1 V sind üblich, kann nicht unmittelbar von einem entfernten Netzteil zur Verfügung gestellt werden, da die dann langen Zuleitungen bei den benötigten Betriebsströmen von einigen 10 A einen zu hohen Spannungsabfall aufweisen und die Spannungen am Mikroprozessor dann unterhalb der zulässigen Toleranzen absinken würde.
Daher befinden sich VRMs in der unmittelbaren Nähe des Verbrauchers am Punkt der Last, englisch Point of Load, beispielsweise auf einer Hauptplatine. Einige VRMs liefern eine fest eingestellte Spannung, die meisten sind jedoch in der Lage, die Angabe zur benötigten Spannung aus dem Prozessor auszulesen. Diese Information liefert der Prozessor mittels der sog. VID (Voltage Identification) an das VRM.